# Iron Sky: The Coming Race
Iron Sky: The Coming Race es una película finlandesa de acción y ciencia ficción humorística dirigida por Timo Vuorensola. Es la secuela de la película Iron Sky. La película fue financiada colectivamente a través de Indiegogo y estrenada en Finlandia el 16 de enero de 2019. Una importante fuente de inspiración del contenido (y el título) parece ser el mito Vril.

## Sinopsis
Veinte años han pasado desde que los nazis de la Luna han invadido la Tierra. Después de un ataque nuclear Washington D. C., la Presidenta de los Estados Unidos se evacúa a la Antártida y entra en la «Tierra Hueca» (una vasta civilización subterránea). Allí, ella se encuentra con Adolf Hitler y su mascota Tyrannosaurus «Blondi» y comienzan su plan para la dominación global. También resulta que la Presidenta, Hitler, y Vladímir Putin son de una raza secreta humanoide reptil, a la que se le llama “reptilianos”.

## Reparto
- Julia Dietze como Renate Ritcher.[1]
- Udo Kier como Wolfgang Kortzfleisch.[1]
- Chris Kirby como James S
- Tom Green como Líder de culto.[1]
- Stephanie Paul como la Presidente de los Estados Unidos (una parodia de Sarah Palin).[1]
- Lloyd Kaufman como Comptroller.[1]
- Jukka Hilden como Jesucristo.[1]
- Kari Ketonen como Vladímir Putin.[1]
- Peter Beck como Adolf Hitler.

## Producción
El 20 de mayo de 2012, Tero Kaukomaa, productor de la primera película, anunció que había planes para una precuela y una secuela, pero se negó a revelar detalles. En mayo de 2013, Vuorensola anunció que Iron Sky tendrá una secuela titulada Iron Sky The Coming Race. También mencionó que a diferencia de la primera película, esta entrega será completamente financiada por los fanes a través de Indiegogo, con un presupuesto estimado de US$15 millones. Un video promocional fue filmado para el Festival de Cannes 2014 y se espera que el rodaje comience en 2015. En julio de 2013, Vuorensola reveló que Croacia sería uno de los lugares de rodaje propuestos. En febrero de 2014, Dalan Musson había firmado para escribir el guion. La Finnish Film Foundation y Medienboard Berlin-Brandenburg se unieron al proyecto para financiar l producción con US$13 millones. El 5 de noviembre de 2014, Energia Productions lanzó otra campaña de micromecenazgo para recaudar US$500.000 antes del 20 de diciembre. Al cierre de la campaña el 5 de enero, los colaboradores se aportaron un total de US$560.949.
El 22 de noviembre de 2014, Lloyd Kaufman de Troma Entertainment confirmó que tiene un cameo en la película.
El 18 de septiembre de 2015, Vuorensola anunció que el rodaje comenzará en AED Studios en Bélgica.

## Marketing
El 6 de noviembre de 2014, el canal oficial de Iron Sky en YouTube publicó el primer teaser tráiler de la película. El 1 de diciembre, dos teasers más fueron publicados, el primero con Kari Ketonen como Vladímir Putin y el segundo con Jukka Hilden como Jesucristo.

## Simbolismo
Al igual que su predecesora, la película, irónicamente, se refiere a varios motivos de la posguerra y el ocultismo nazi, como la teoría de la Tierra hueca. El título de la película es muy probable que sea una referencia a la novela The Coming Race (1871) de Edward Bulwer-Lytton que es comúnmente considerado como el origen del llamado mito Vril. El teaser de la película cuenta con el símbolo Vril que fue diseñado por Tempelhofgesellschaft en la década de 1990.